# IJmuiden

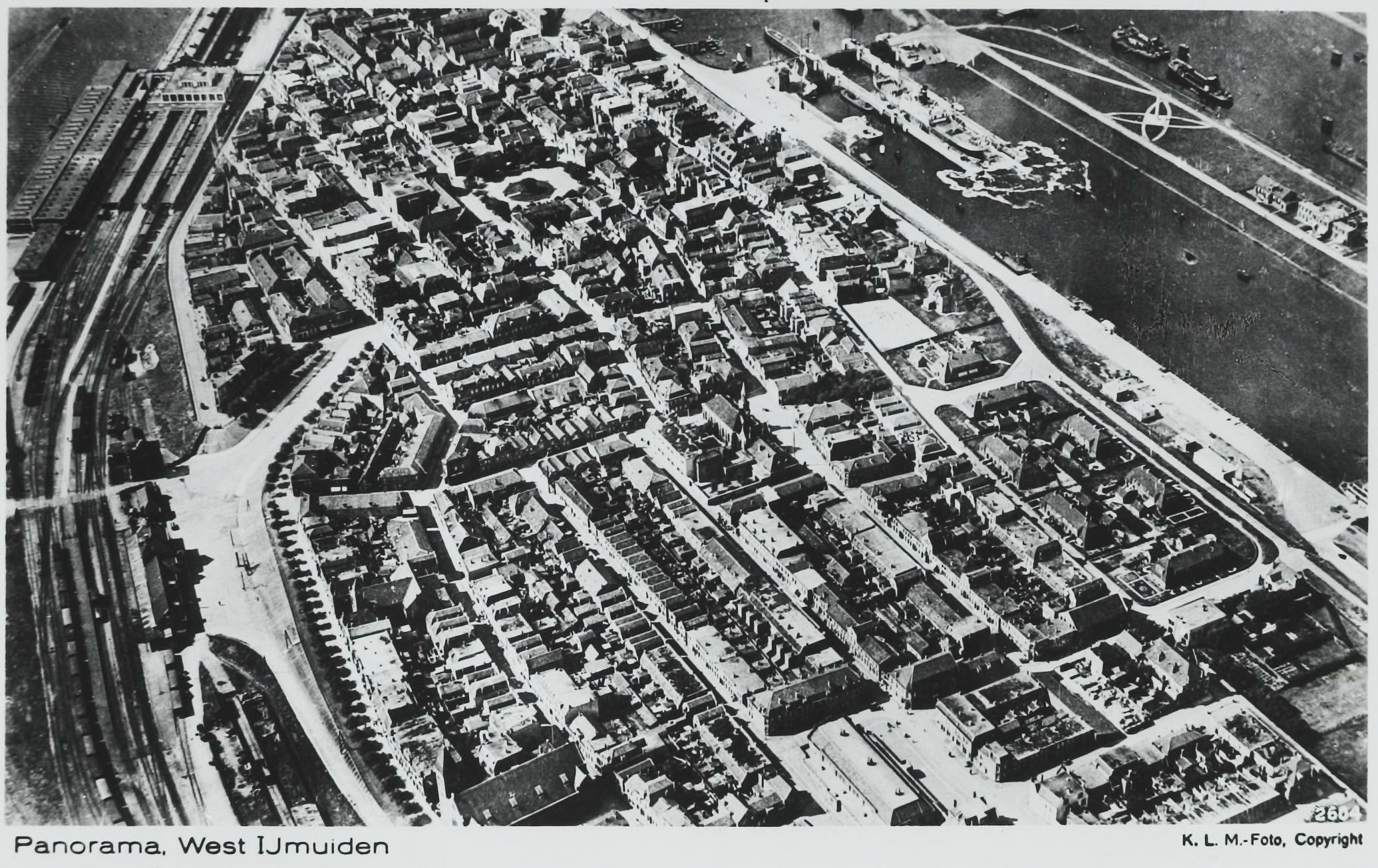
Prentbriefkaart van een luchtfoto van het oude centrum van IJmuiden, gezien ter hoogte van de Oud-Katholieke kerk aan de Koningin Wilhelminakade; circa 1930.

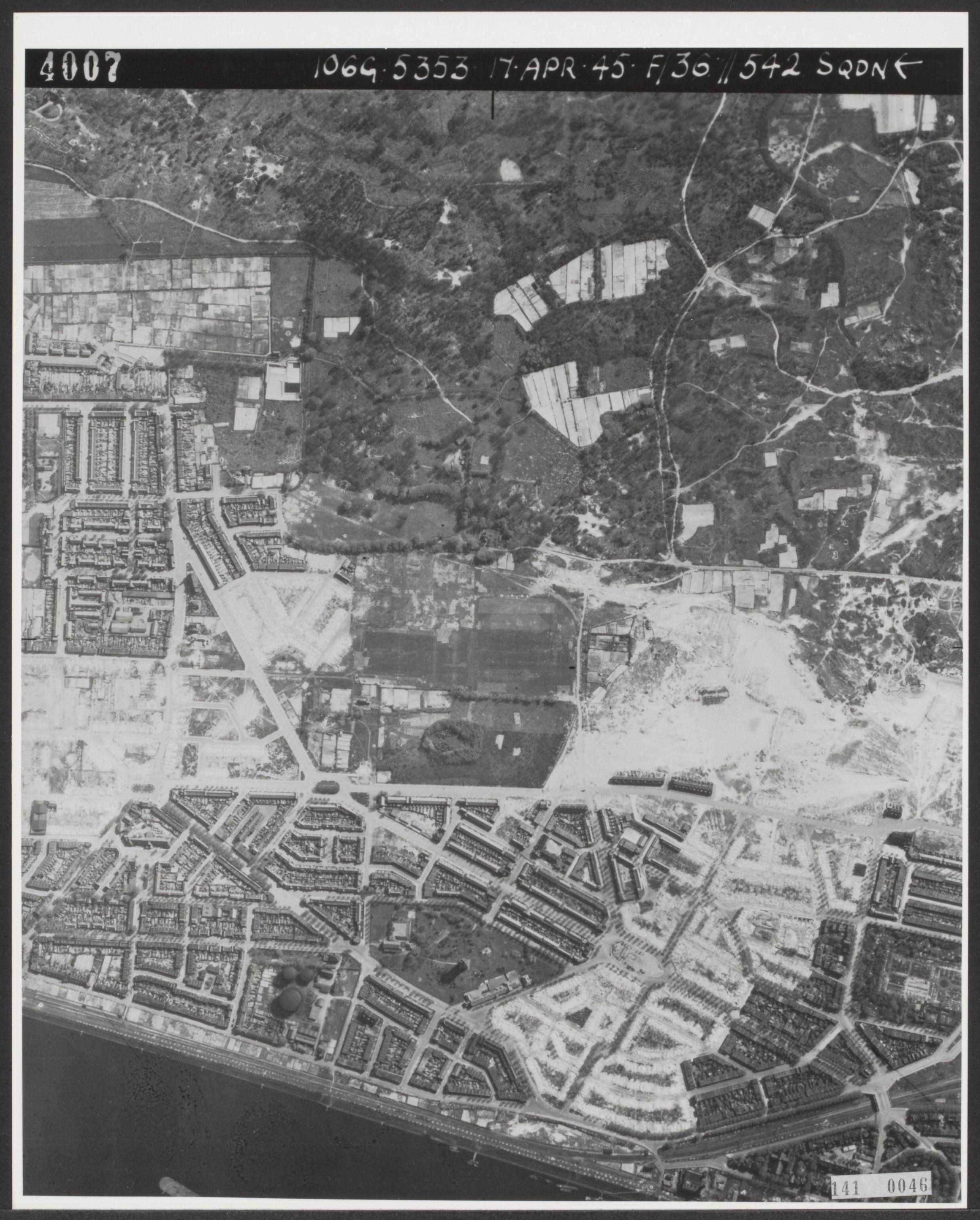
Luchtopname van IJmuiden als Duitse vesting; april 1945.

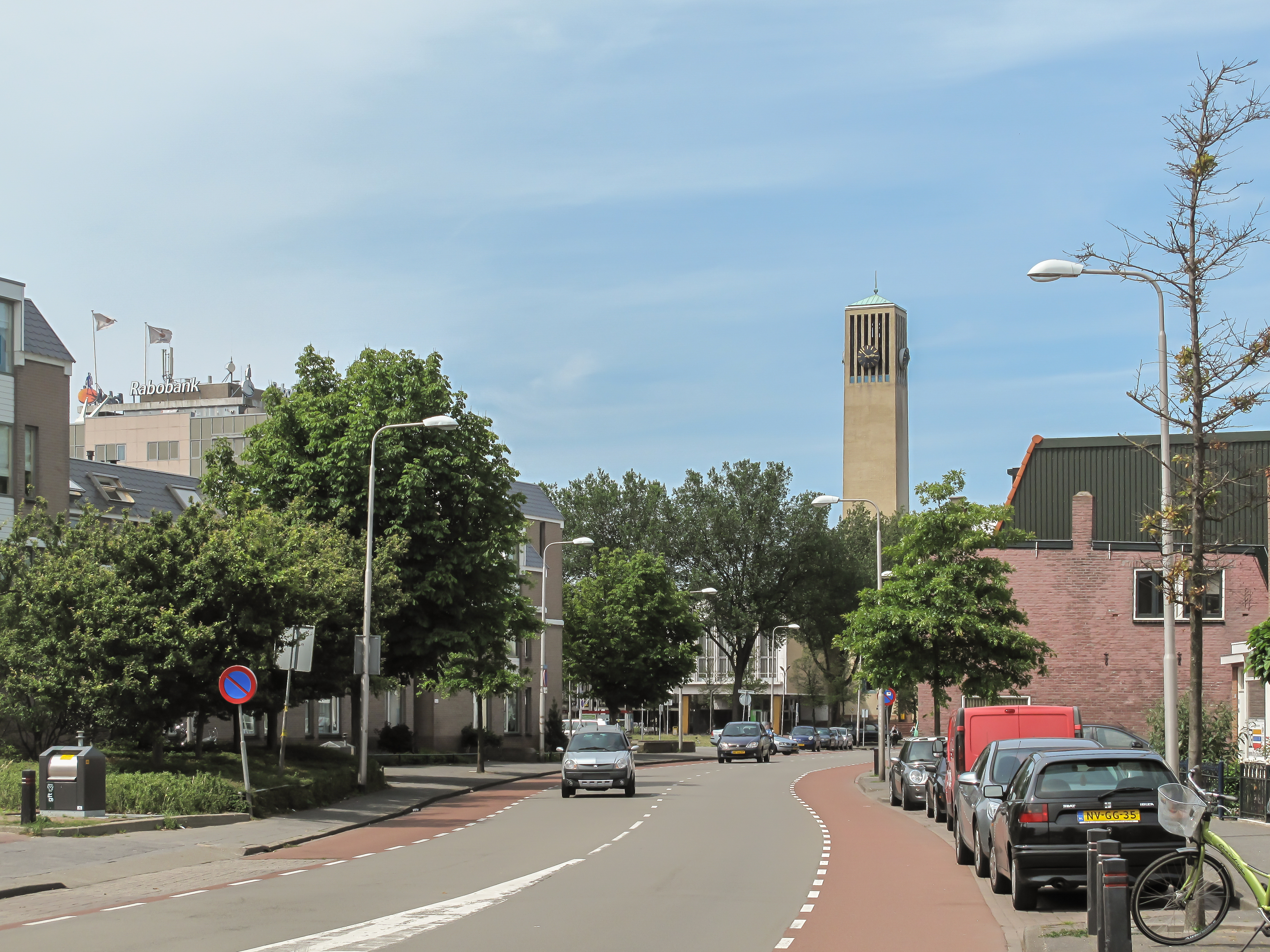
Straatzicht met het Stadhuis van Velsen op de achtergrond.

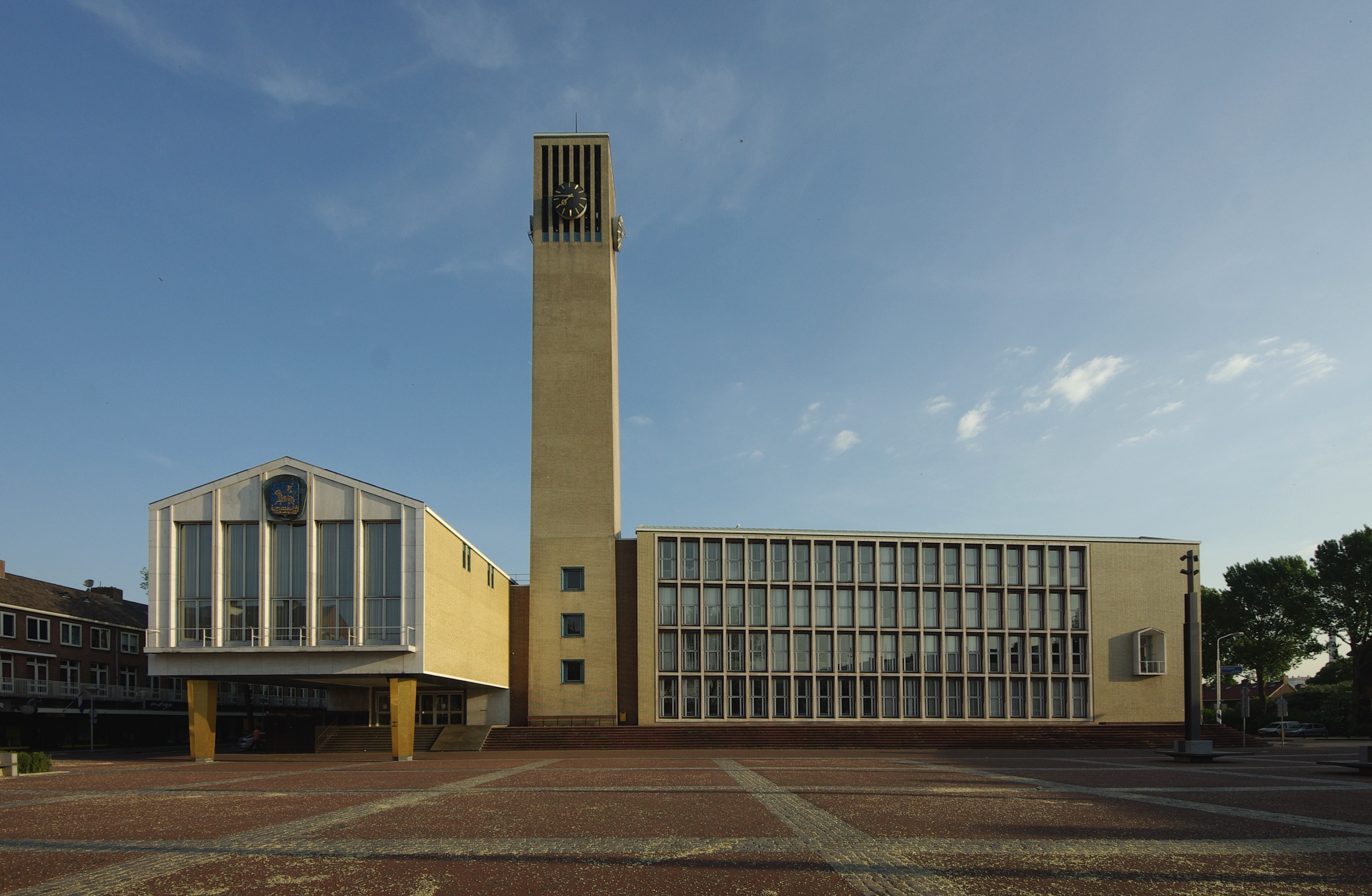
Het Stadhuis van Velsen te IJmuiden, ontworpen door Willem Dudok.

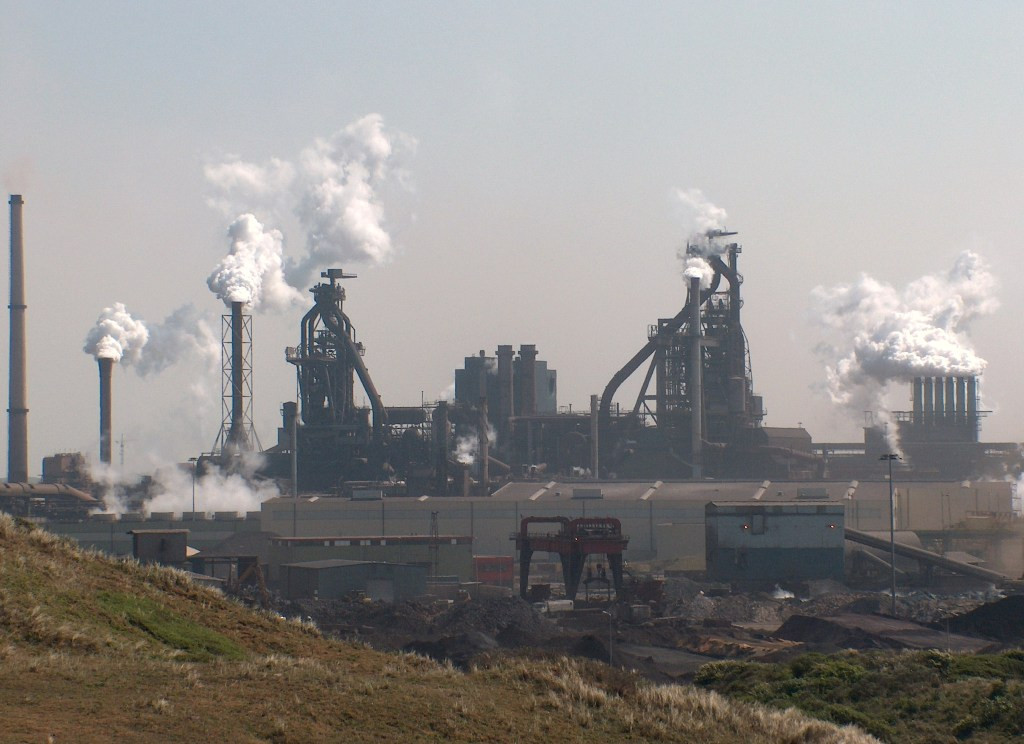
Hoogovens aan de noordkant van het kanaal.

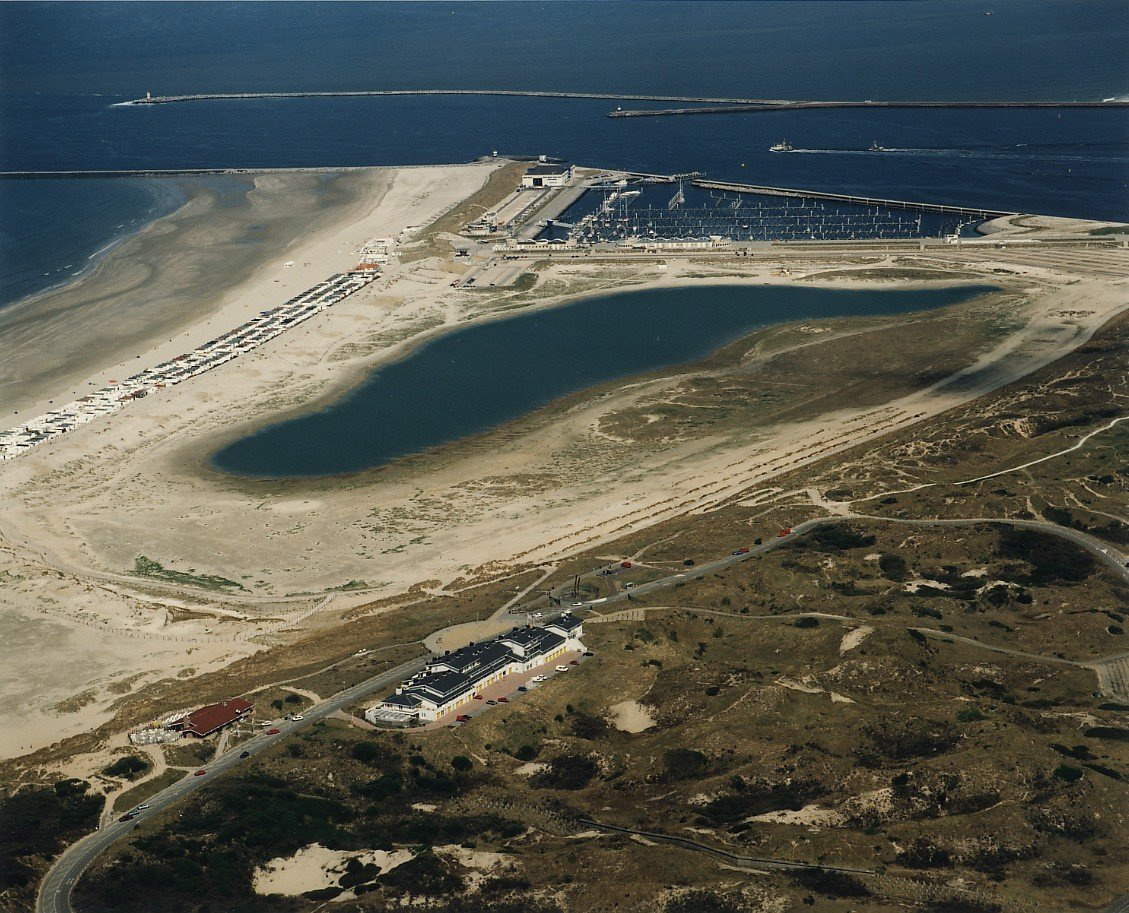
Luchtfoto van het Kennemerstrand, het Kennemermeer, de jachthaven en de pieren van IJmuiden, gezien naar het noordwesten.

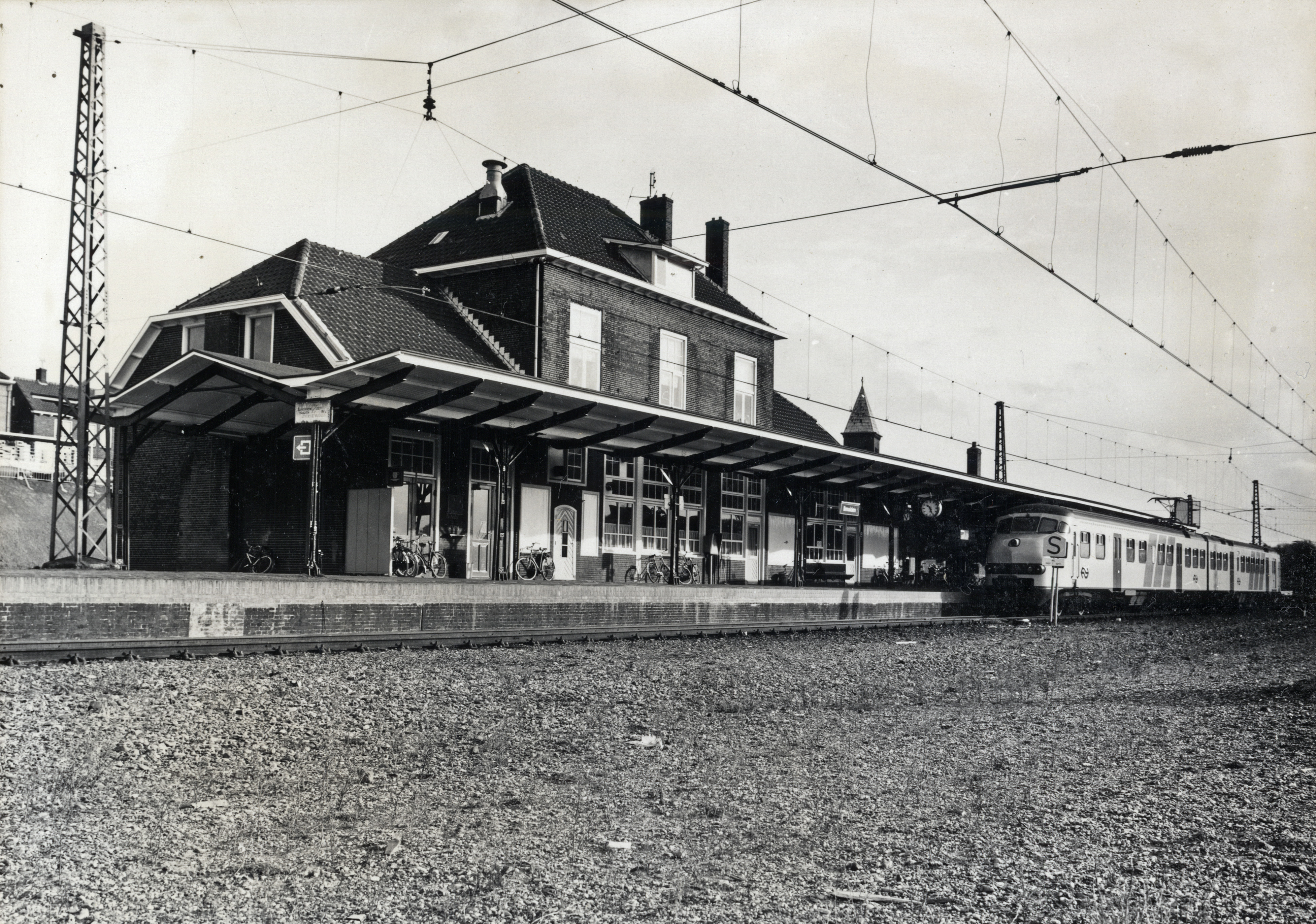
Perronzijde van het voormalige station IJmuiden met een elektrisch treinstel mat '64 (plan V); 1974.

IJmuiden is een havenstad in de gemeente Velsen, in de Nederlandse provincie Noord-Holland. Het Noordzeekanaal is daar via de sluizen met de Noordzee verbonden. In de havenmond ligt het Forteiland, onderdeel van de Stelling van Amsterdam. Met ruim 32.000 inwoners is het verreweg de grootste plaats binnen de gemeente Velsen.
IJmuiden heeft vier havens: de Vissershaven (lettercode van de schepen IJM) met een visafslag, de Haringhaven, de IJmondhaven en Seaport Marina IJmuiden (een haven voor de recreatievaart). IJmuiden is naar overslag gemeten een van de grootste zeehavens van Nederland. Alleen de havens van Rotterdam en Amsterdam zijn groter. IJmuiden is tevens de grootste vissershaven van Nederland. Vanuit de vissershaven van IJmuiden vaart ook een veerboot op Newcastle.

## Toponymie
Al in 1848, lang voor het graven van het Noordzeekanaal, publiceerde de journalist Simon Vissering (later hoogleraar en minister in het kabinet Van Lynden van Sandenburg) een artikel waarin hij een bootreis van Amsterdam naar 'IJ-muiden' (= mond van het IJ) beschreef. Nadat het kanaal in 1876 voltooid was, werd de nieuwe plaats die toen ontstond, als eerbetoon aan hem IJmuiden genoemd.

## Tweede Wereldoorlog
Op 12 mei 1940 vertrok het prinselijk paar (Juliana en Bernhard) 's avonds om 23.00 uur met de H.M.S. Codrington vanuit IJmuiden naar Engeland.
Tijdens de oorlogsjaren werd IJmuiden vanaf 1942 als onderdeel van de Atlantikwall uitgebouwd tot een vesting, Festung IJmuiden. Oud-IJmuiden bij de havens en IJmuiden-Noord aan het kanaal werden daarvoor voor een groot deel afgebroken door de Duitsers.
Door herhaalde bombardementen en door de sloop voor schootsveld van het Duitse geschut is er veel bebouwing in het oude centrum van IJmuiden verloren gegaan. Na de oorlog werd er een nieuw centrum gebouwd rond de Lange Nieuwstraat.
Toch wisten leden van een lokale verzetsgroep (RVV) onder wie Hannie Schaft erin door te dringen vanaf de landzijde om er inlichtingen te verzamelen. Op de Hoogovens (onder Duitse controle) werd vroeg gesaboteerd o.a. door Jan Brasser (Witte Ko) en Jan Zeeuw. Enkele andere bekendere verzetsmensen zijn de voormalige Hoogoven-chauffeur Jan Bonekamp die met beide vorigen heeft samengewerkt en de stationschef, De Noo. Politieagenten uit IJmuiden kregen vooral op het einde van de oorlog een kwade naam door dubbelspel en zelfverrijking.
Zowel de Hoogovens, een Duitse Schnellbootbunker alsook havengebouwen werden herhaaldelijk gebombardeerd door de geallieerden. Met een Tallboy-bom is op 15 december 1944 nog geprobeerd de Schnellbootbunker te vernielen, deze bom raakte de bunker echter niet.
De Schnellbootbunker bestaat nog steeds en wordt gebruikt door een offshorebedrijf.
Het Bunker Museum IJmuiden bij het IJmuiderstrand heeft een uitgebreide expositie over IJmuiden in de Tweede Wereldoorlog.

## Wetenswaardigheden
- Het gebied van IJmuiden was al in de prehistorie bewoond. Keerploeg-voren op akkers uit de vroege IJzertijd (vanaf ca. 800 v.Chr.) zijn ontdekt in de zandige ondergrond nabij het voormalige station IJmuiden-Oost. Zuidelijk langs het kanaal in IJmuiden op oud heideduinzand werd bodembewerking geconstateerd in de vorm van omgekeerde grasplaggen over stuifzand.
- Sommige IJmuidenaren spreken het dialect IJmuidens.
- In IJmuiden is het postadres van de staalfabriek Tata Steel (voorheen Corus Hoogovens). De fabrieken zelf bevinden zich echter aan de andere (noord)zijde van het Noordzeekanaal, op het grondgebied van de gemeenten Velsen, Beverwijk en Heemskerk. Het Hoofdgebouw van de Hoogovens uit 1951 is een ontwerp van de architect Willem Dudok. Net buiten het fabrieksterrein ligt het Hoogovensmuseum.
- Te IJmuiden bevindt zich ook het Stadhuis van Velsen uit 1965, een ontwerp van de architect Willem Dudok.
- IJmuiden heeft twee vuurtorens die samen een lichtenlijn vormen voor schepen die over de IJgeul varen. De twee vuurtorens zijn de Hoge vuurtoren van IJmuiden en de Lage vuurtoren van IJmuiden. Naast de lage vuurtoren stond de Semafoor van IJmuiden.
- Een onderzeekabel voor dataverkeer verbindt Nederland met het Verenigd Koninkrijk. De kabel, Ulysses geheten, loopt van IJmuiden naar het Engelse Lowestoft en is eigendom van het Amerikaanse telecommunicatieconcern Verizon.[2] De kabel heeft een lengte van 250 kilometer.
- De pieren van IJmuiden zijn een bijzondere bezienswaardigheid. Er zijn twee pieren, waardoor schepen veilig de haven van IJmuiden binnen kunnen varen. Ze bieden bescherming tegen de zijwaarts rollende golven. De oorspronkelijke pieren werden tegelijk met de sluizen van IJmuiden aangelegd. In de jaren zestig van de 20e eeuw zijn de pieren vanwege de groter wordende schepen een stuk verlengd en hebben sindsdien een lengte van ongeveer 4,3 km. De pieren zijn te bewandelen tenzij de wind harder waait dan 5 Beaufort. Dan worden ze met een hek afgesloten.
- Veel toeristen bezoeken IJmuiden vanwege het Noordzeekanaal, het aantrekkelijke brede strand en de immense constructies van het sluizencomplex. Aan de Havenkade bevindt zich het Zee- en Havenmuseum, dat de geschiedenis van het Noordzeekanaal, de bouw van de sluizen en de pieren, en het ontstaan van IJmuiden zelf en alle maritieme activiteiten belicht.[3]
- In jaren waarin Sail Amsterdam plaatsvindt, verzamelen de deelnemende zeilschepen een aantal dagen voordat het evenement van start gaat in de haven van IJmuiden, waarna ze op de eerste dag van het evenement via het Noordzeekanaal naar Amsterdam varen. De schepen zijn hier al te bewonderen op de twee dagen daarvoor. Dit wordt PreSail genoemd.[4] Op de laatste dag vertrekken de schepen hier weer, zodra ze zijn teruggekomen uit Amsterdam.

## Wijken
IJmuiden heeft vier wijken. Het politiebureau bevindt zich in IJmuiden. Dit betreft een extra locatie. De hoofdlocatie van het basisteam IJmond bevindt zich namelijk in Beverwijk. De brandweer heeft in Zee- en Duinwijk een brandweerpost.
- IJmuiden-Noord
- IJmuiden-Zuid
- IJmuiden-West (havens en Oud-IJmuiden)
- Zee- en Duinwijk

## Vernieuwing van IJmuiden
In de periode 2005-2008 werd een groot deel van Zee- en Duinwijk vernieuwd. Zo werden er een paar nieuwe flats neergezet, liften geplaatst in bijna alle flats van drie verdiepingen en werden er veel nieuwe huizen gebouwd tegenover de Keetbergflat. De Keetbergflat ging in het voorjaar van 2010 tegen de vlakte. Ook de weg langs winkelcentrum het Zeewijkplein werd vernieuwd.
In 2008 werd een flat van veertien verdiepingen met de naam 'De Komeet' gebouwd, en in november van datzelfde jaar werd het oude KPN-gebouw, ook wel 'de bunker' genoemd, gesloopt. Hierin zaten het postkantoor, postsorteercentrum, KPN Telecom en Scheveningen Radio, het vroegere kustwachtcentrum voor de Hollandse kust.

## Centrumplan
In april 2009 besloot de gemeente Velsen tot een centrumplan voor het stadscentrum IJmuiden. De Lange Nieuwstraat zou een 'koopgoot' krijgen, vergelijkbaar met de Coolsingel in Rotterdam. Het centrum moest begin 2014 worden opgeleverd. Diverse (grote) winkelketens gaven aan een nieuw filiaal in het nieuwe stadshart te willen openen. In juni 2011 ging het plan in deze vorm echter van tafel en werd het terugverwezen naar de tekentafel.

## Openbaar vervoer
Tussen IJmuiden en Velsen werd in 1883 de spoorlijn Velsen - IJmuiden geopend. Deze, later 'IJmondlijn' genoemde verbinding, werd in 1983 voor reizigersverkeer gesloten, het goederenvervoer eindigde in 1994. Het stationsgebouw van IJmuiden is in 1995 afgebroken. Door Lovers Rail is op deze lijn in 1996-1998 de Kennemerstrand Expres geëxploiteerd tussen IJmuiden, Haarlem en Amsterdam. In 1999 werd de lijn gesloten.
Na jaren van verval werd op een deel van het voormalige spoorwegtracé tussen 2011 en 2017, tussen de Santpoortse Dreef (Santpoort-Noord) en de P.J. Troelstraweg (IJmuiden), een busbaan aangelegd, de HOV Velsen. Op het lijngedeelte tussen het vroegere station Velsen-IJmuiden Oost en het vroegere station IJmuiden Julianakade werd een voetpad aangelegd.
IJmuiden heeft busverbindingen naar o.a. Haarlem, Beverwijk, Heemskerk en Amsterdam. IJmuiden telt vijf buslijnen waarvan twee van R-net en een nachtlijn. Alle lijnen worden geëxploiteerd door Connexxion en vallen onder de concessie Haarlem/IJmond.
Van 1998 tot 1 januari 2014 was er de Fast Flying Ferry, een snelle bootverbinding met Amsterdam Centraal per draagvleugelboot.

## Veerverbindingen
Sinds 1994 is IJmuiden aanlegplaats voor de dagelijkse ferry van DFDS Seaways, voorheen naar Göteborg en Kristiansand (tot 1996), en sinds 1995 naar Newcastle. Bezoekers uit Newcastle komen voor een bezoek aan Amsterdam, terwijl Nederlanders met de ferry een bezoek aan Engeland kunnen brengen. Voorheen voer de ferry door de sluizen van IJmuiden en het Noordzeekanaal het Amsterdamse Havengebied in.

## Natuur
Bij IJmuiden liggen natuurgebieden en meren in duin en bos. In januari 2006 werd in IJmuiden aan Zee, bij het Binnenmeer, een voor Nederland nog onbekende soort landslak ontdekt. De behaarde grasslak (weekdier) of Xerotricha apicina bewoont een oever aan het Kennemermeer (Binnenmeer). Het van oorsprong mediterrane slakje wordt niet groter dan 8 mm.

## Windpark
Op circa 23 kilometer afstand van de kust van IJmuiden ligt het Prinses Amaliawindpark.

## Media
- Lokale omroep RTV Seaport, bestaande uit Seaport TV en Seaport FM
- IJmuider Courant, een dagblad voor IJmuiden en omstreken
- De Jutter, een weekblad
- Huis aan Huis (dit weekblad is in 2018 opgegaan in De Jutter)
- Nieuwsblad IJmuiden, een weekblad

## Sport
- Zwembad Heerenduinen aan de Heerenduinweg.[6]

## Geboren in IJmuiden
- Jelle Blinkhof (1896-1978), voetballer
- Gerrit Toornvliet (1908-1981), predikant
- Maarten Langbroek (1918-1985), etser
- Adriaan Morriën (1912-2002), dichter, schrijver en criticus
- Annie Palmen (1926-2000), zangeres
- Dick Woudenberg (1928-2017), acteur
- Jan Snoeks (1932-2022), voetballer
- Cornelis Vreeswijk (1937-1987), zanger
- Helen Shepherd (1939-2018), zangeres
- Simon Kistemaker (1940-2021), voetbaltrainer
- Ilja Keizer-Laman (1944), atlete
- Laurens Geels (1947), filmproducent
- Jack Spijkerman (1948), cabaretier en televisie- en radiopresentator
- Loes de Fauwe (1952), journaliste
- Aldert Mantje (1954-2023), kunstschilder
- Jan Luiten van Zanden (1955), economisch historicus
- Rob Meerhof (1956), politicus
- Frank Snoeks (1956), voetbalcommentator
- Olga Commandeur (1958), atlete
- Dick Schoon (1958), oudkatholiek bisschop
- Hans Kok (1962–1985), kraker
- Han Weber (1967), politicus
- Arie Koomen (1968), cabaretier
- Sittah (1969), illusioniste
- Marie-José van der Kolk (artiestennaam: Loona; 1974), zangeres
- Lex Gaarthuis (1983), dj
- Sharona Bakker (1990), atlete
- Joël Veltman (1992), voetballer
- Malevy Leons (1999), basketballer
- Isa Colin (2004), voetbalster
- Joy Vader (2005), voetbalster

## Muziek
Max van Praag nam ooit een nummer over IJmuiden op: Op de Sluizen van IJmuiden (1949)

## Meer afbeeldingen

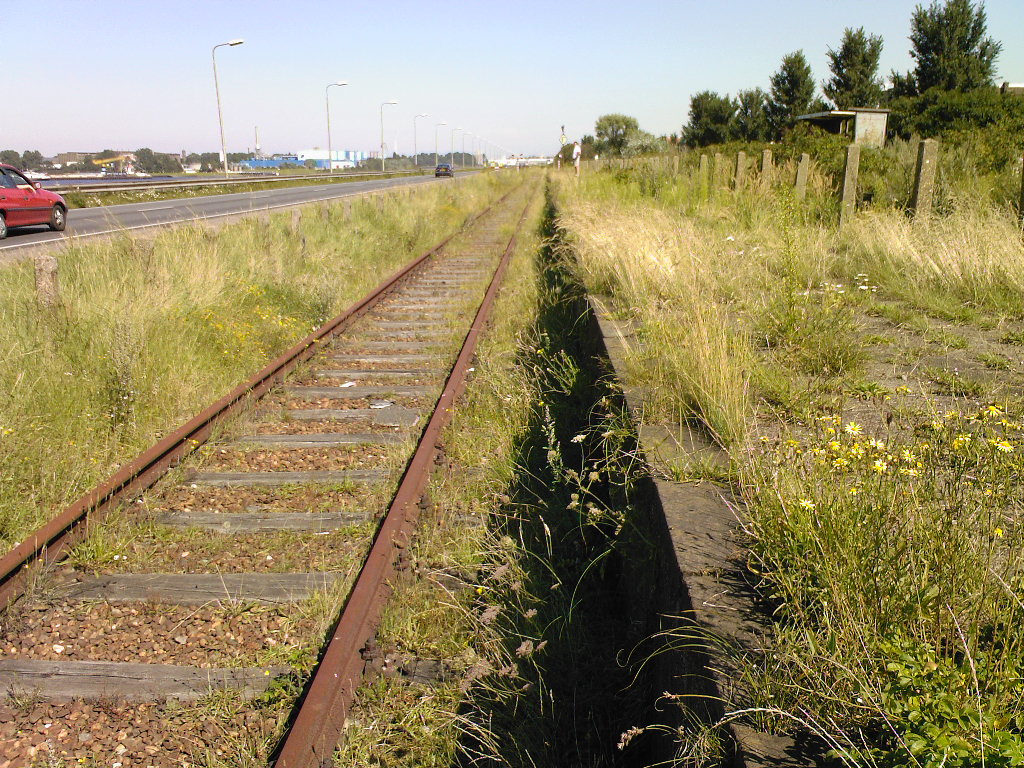
De voormalige halte IJmuiden Casembrootstraat.
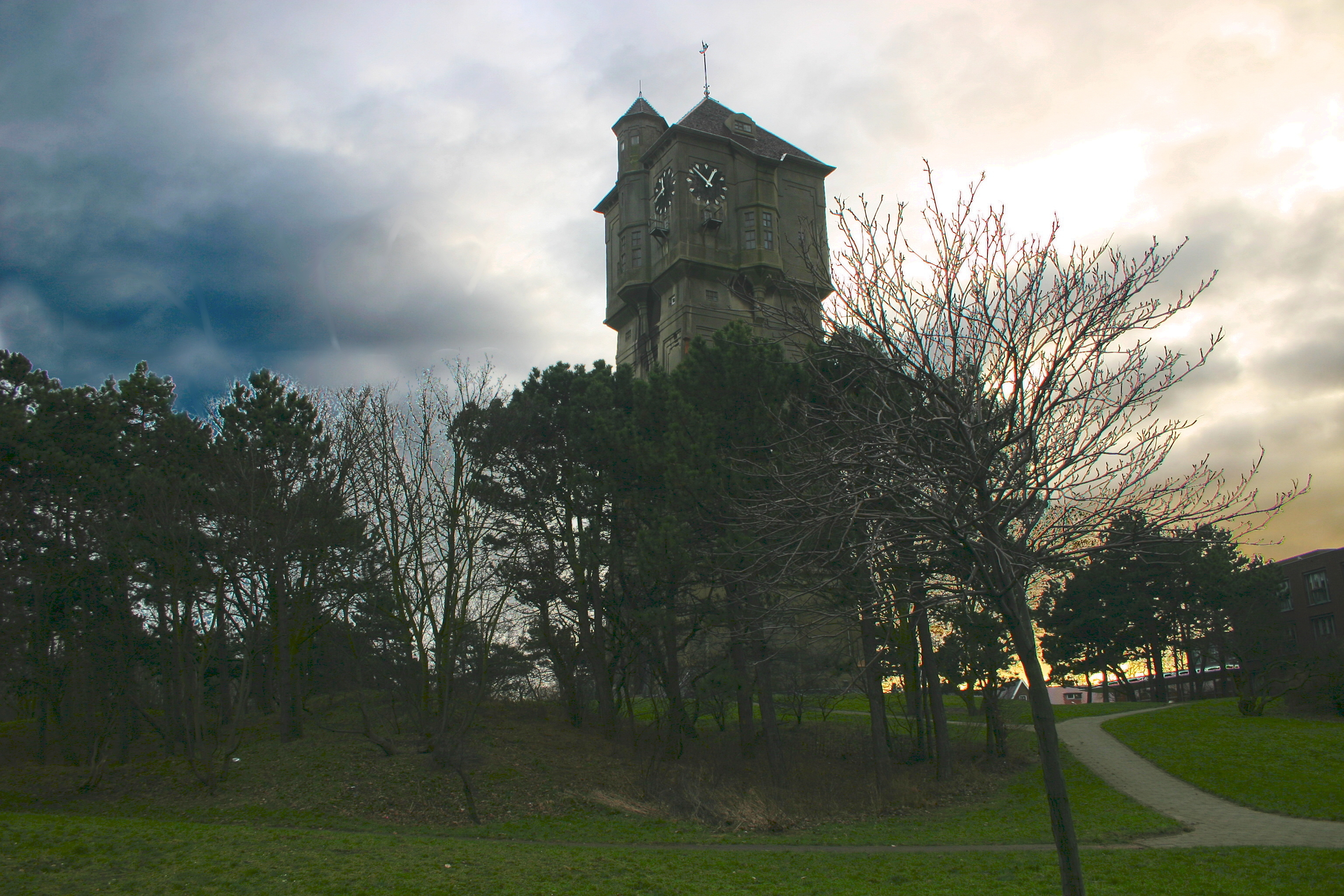
Oude watertoren
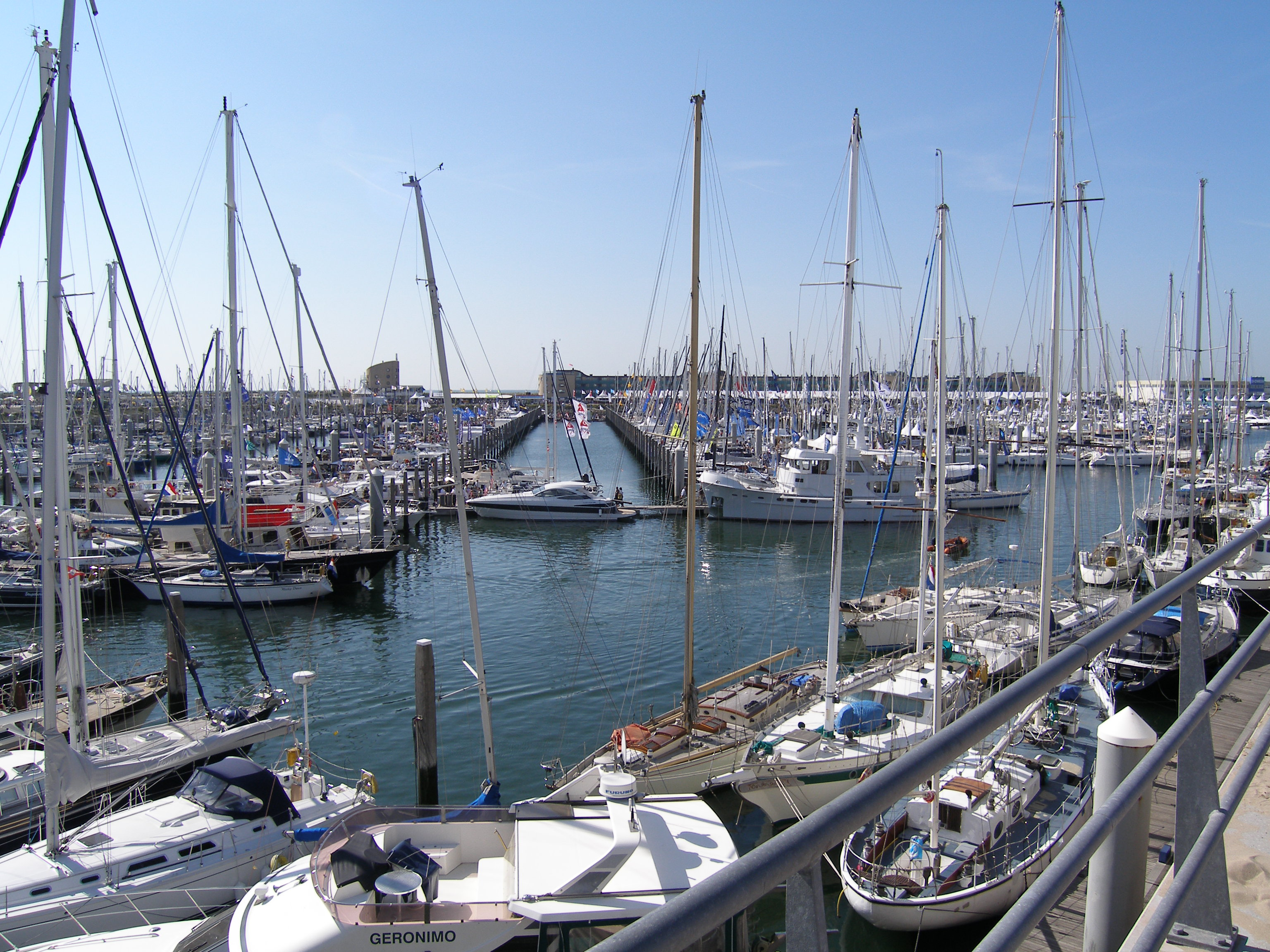
Jachthaven
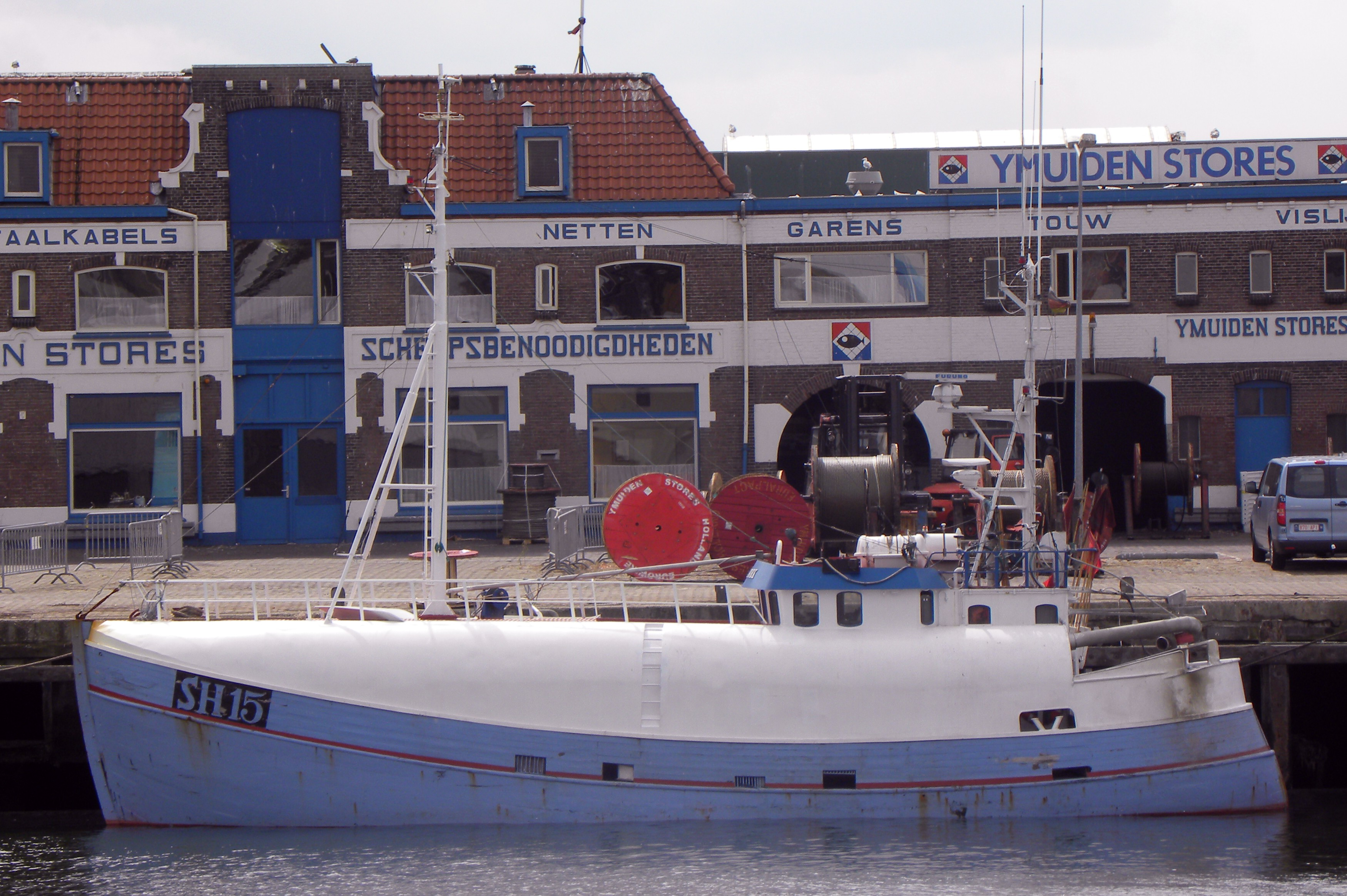
Jachthaven
- Bioscoopjournaal uit maart 1967. Verlenging van de havenpieren van IJmuiden.